# Порохнянська сільська рада
Поро́хнянська сільська́ ра́да — адміністративно-територіальна одиниця та орган місцевого самоврядування в Волочиському районі Хмельницької області. Адміністративний центр — село Порохня.

## Загальні відомості
Порохнянська сільська рада утворена в 1992 році.
- Територія ради: 12,655 км²
- Населення ради: 443 особи (станом на 2001 рік)

## Населені пункти
Сільській раді підпорядковані населені пункти:
- с. Порохня

## Склад ради
Рада складається з 14 депутатів та голови.
- Голова ради: Дрозд Ольга Миколаївна
- Секретар ради: Мала Ірина Олексіївна

### Керівний склад попередніх скликань
| Прізвище, ім'я, по батькові | Основні відомості                                                                       | Дата обрання | Дата звільнення |
| --------------------------- | --------------------------------------------------------------------------------------- | ------------ | --------------- |
| Вітка Павло Миколайович     | Сільський голова, 1961 року народження, член Народної партії                            | 26.03.2006   | 31.10.2010      |
| Дрозд Ольга Миколаївна      | Сільський голова, 1967 року народження, освіта середня спеціальна, член Народної партії | 31.10.2010   |                 |

Примітка: таблиця складена за даними сайту Верховної Ради України

### Депутати
За результатами місцевих виборів 2010 року депутатами ради стали:

#### За суб'єктами висування
| Суб'єкт висування | Кількість обраних депутатів | %    |
| ----------------- | --------------------------- | ---- |
| Самовисування     | 10                          | 71,4 |
| Народна партія    | 4                           | 28,6 |

#### За округами
| № округу       | Прізвище, ім'я, по батькові    | Дата визнання обраним | Освіта             | Партійна приналежність                | Відомості про обраного депутата                         |
| -------------- | ------------------------------ | --------------------- | ------------------ | ------------------------------------- | ------------------------------------------------------- |
| Народна Партія |                                |                       |                    |                                       |                                                         |
| 1              | Мельничук Тетяна Юріївна       | 01.11.2010            | середня спеціальна | член Народної партії                  | м.Волочиськ, Територіальний центр, соціальний працівник |
| 2              | Вітка Ніна Карлівна            | 01.11.2010            | середня спеціальна | член Народної партії                  | тимчасово не працює                                     |
| 3              | Шевченко Тетяна Анатоліївна    | 01.11.2010            | середня спеціальна | член Народної партії                  | Порохнянський ФП, завідувачка ФП                        |
| 7              | Попович Оксана Миколаївна      | 01.11.2010            | вища               | член Народної партії                  | Порохнянська сільська рада, головний бухгалтер          |
| Самовисування  |                                |                       |                    |                                       |                                                         |
| 4              | Поліщук Надія Вікторівна       | 01.11.2010            | середня спеціальна | позапартійна                          | пенсіонер                                               |
| 5              | Свинобойчук Михайло Сергійович | 01.11.2010            | середня спеціальна | позапартійний                         | пенсіонер                                               |
| 6              | Бих Володимир Павлович         | 01.11.2010            | вища               | позапартійний                         | церковна парафія, священик                              |
| 8              | Лопушанський Григорій Гнатович | 01.11.2010            | середня спеціальна | позапартійний                         | тимчасово не працює                                     |
| 9              | Свинобойчук Василь Олексійович | 01.11.2010            | середня спеціальна | член Політичної партії "Фронт Змін"   | тимчасово не працює                                     |
| 10             | Муляр Сергій Сергійович        | 01.11.2010            | вища               | позапартійний                         | м.Тернопіль, ТМЗ "Молокія", працівник                   |
| 11             | Сеник Іван Михайлович          | 01.11.2010            | середня спеціальна | член Політичної партії "Наша Україна" | АЗС №9 "Авіас", оператор                                |
| 12             | Мала Ірина Олексіївна          | 01.11.2010            | вища               | позапартійна                          | Порохнянська сільська рада, секретар                    |
| 13             | Клак Микола Олександрович      | 01.11.2010            | середня спеціальна | позапартійний                         | АЗС №3 "Сервіс", оператор                               |
| 14             | Мельничук Микола Миколайович   | 01.11.2010            | середня спеціальна | позапартійний                         | АЗС №3 "Сервіс", оператор                               |